# Жолудев, Леонид Васильевич
Леонид Васильевич Жолудев (1917-1997) — генерал-лейтенант Советской Армии, участник Великой Отечественной войны, Герой Советского Союза (1945). Заслуженный пилот СССР (16.08.1966).

## Биография
Леонид Жолудев родился 27 мая 1917 года в деревне Лужки. Окончил девять классов школы, после чего работал в строительном тресте в Ленинграде. В 1936 году Жолудев был призван на службу в Рабоче-крестьянскую Красную Армию. В 1939 году он окончил Чкаловское военное авиационное училище лётчиков. С июля 1941 года — на фронтах Великой Отечественной войны.
К февралю 1945 года гвардии капитан Леонид Жолудев командовал эскадрильей 35-го гвардейского бомбардировочного авиаполка 5-й гвардейской бомбардировочной авиадивизии 5-го гвардейского бомбардировочного авиакорпуса 15-й воздушной армии 2-го Прибалтийского фронта. К тому времени он совершил 193 боевых вылета на бомбардировку скоплений боевой техники и живой силы противника, его объектов, нанеся ему значительный урон.
Указом Президиума Верховного Совета СССР от 18 августа 1945 года за «успешное командование эскадрильей, образцовое выполнение заданий командования и проявленные мужество и героизм в боях с немецкими захватчиками» гвардии капитан Леонид Жолудев был удостоен высокого звания Героя Советского Союза с вручением ордена Ленина и медали «Золотая Звезда» за номером 7927.
После окончания войны Жолудев продолжил службу в Советской Армии. В 1950 году он окончил Военно-воздушную академию. В 1976 году в звании генерал-лейтенанта авиации Жолудев был уволен в запас. Проживал в Москве. Скончался 22 июня 1997 года, похоронен на Хованском Центральном кладбище Москвы.
Был награждён тремя орденами Ленина, тремя орденами Красного Знамени, орденами Александра Невского, Отечественной войны 1-й и 2-й степеней, Трудового Красного Знамени, Красной Звезды, «За службу Родине в Вооружённых Силах СССР» 3-й степени, рядом медалей.